# Parque nacional de Bete-Searim
Bete-Searim (em hebraico:  בֵּית שְׁעָרִים), também conhecida como ou Besara em grego, literalmente casa das duas portas, e integrada no Parque Nacional de Bete-Searim, é uma necrópole e sítio arqueológico de uma povoação judaica no norte de Israel. Contém um grande número de antigos túmulos escavados na rocha. A necrópole faz parte do parque nacional que limita com a cidade de Kiryat Tivon e fica perto da moderna moshav de Bete-Searim. Situa-se a 20 km a leste de Haifa, nos limites meridionais da Baixa Galileia. O parque é administrado pela autoridade de parques e natureza de Israel.
Segundo Moshe Sharon, o nome da cidade era mais corretamente Beit She'arayim (a casa (ou aldeia) de duas portas). Fundada por Herodes, tem uma extensa rede de catacumbas escavadas no calcário, com mausoléus e sarcófagos ricamente adornados e com um grande número de inscrições em hebraico, aramaico, grego e no dialeto de Palmira.[carece de fontes?] A UNESCO inscreveu-a na lista de Património Mundial em 2015.